# Muhaqqaq

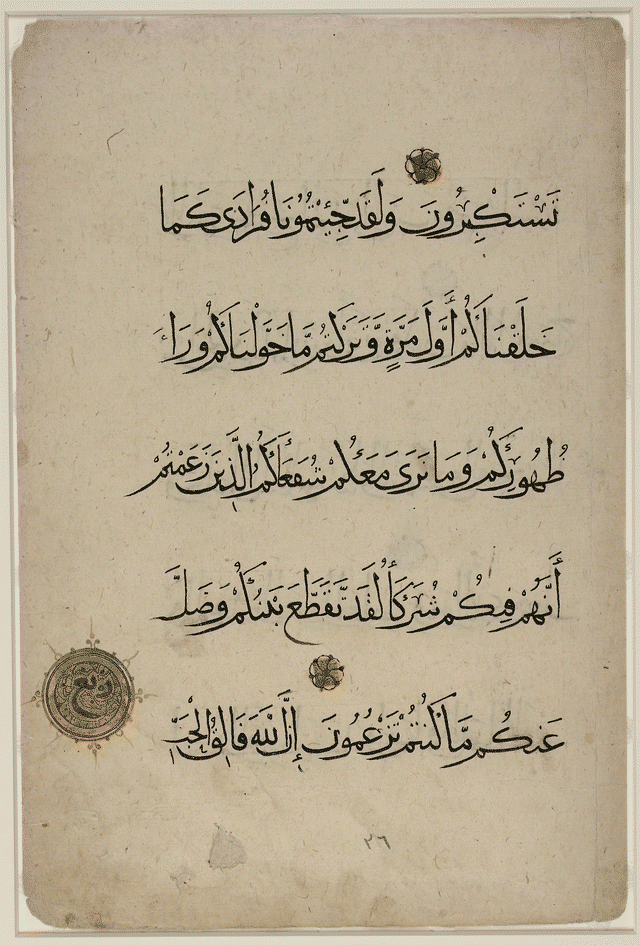
Ein Koranmanuskript in Muḥaqqaq-Schrift (Verse 93–95 der sechsten Sure des Korans). Unbekannter Kalligraf, 14.–15. Jahrhundert.

Muhaqqaq (arabisch محقق, DMG muḥaqqaq) ist eine der traditionellen kursiven Schriftarten in der islamischen Kalligrafie. Das arabische Wort muḥaqqaq bedeutet so viel wie „perfekt“ oder „klar“, und ursprünglich konnte jede kalligrafische Handschrift, die gut ausgeführt war, mit diesem Wort beschrieben werden.
Oft zum Kopieren von Korancodices (Sing. muṣḥaf مصاحف, مصحف / maṣāḥif, muṣḥaf) verwendet, galt dieser majestätische Schrifttyp als einer der schönsten und zugleich schwierigsten. Leicht erkennbar ist er durch den für eine Kursivschrift vergleichsweise flachen Schwung der Bögen in den Endformen der Buchstaben.
Die Schrift entwickelte sich unter der Herrschaft der Abbasiden und erreichte ihre Blütezeit im Zeitalter der Mamluken (1250–1516/1517). Im Osmanischen Reich wurde Muḥaqqaq allmählich durch Thuluth und Naschī verdrängt und ab dem 18. Jahrhundert nur noch zur Schreibung der Basmala in Ḥilyas verwendet.